# William J. Bulow
William J. Bulow (Moscow vagy Sioux Falls, 1869. január 13. – Washington, 1960. február 26.) az Amerikai Egyesült Államok szenátora (Dél-Dakota, 1931–1943).